# Parpeçay
Parpeçay is een plaats en voormalige gemeente in het Franse departement Indre in de regio Centre-Val de Loire en telt 246 inwoners (1999). De plaats maakt deel uit van het arrondissement Issoudun.

## Geschiedenis
Parpeçay is op 1 januari 2016 gefuseerd met de gemeenten Sainte-Cécile en Varennes-sur-Fouzon tot de gemeente Val-Fouzon. 

## Geografie
De oppervlakte van Parpeçay bedraagt 14,2 km², de bevolkingsdichtheid is 17,3 inwoners per km².
De onderstaande kaart toont de ligging van Parpeçay met de belangrijkste infrastructuur en aangrenzende gemeenten.

## Demografie
Onderstaande figuur toont het verloop van het inwonertal (bron: INSEE-tellingen).